# Komáromi Tudós Társaság
A Komáromi Tudós Társaság 18. század végi magyar irodalmi és tudományos kör.
A felvilágosodás korában, Komáromban Péczeli József szervezőkészségének köszönhetően megalakul az ún. Komáromi Tudós Társaság, mely a Mindenes Gyűjtemény című heti kétszeri megjelenésű kiadványsorozat megjelentetésével irodalmi központtá válik. A Mindenes Gyűjtemény kiadásában is valószínűleg részt vevő Komárom környéki személyek számát Takáts Sándor körülbelül 40 főre teszi. Ez a csoport a megjelenésnek megfelelően heti két alkalommal összegyűlt. A csoporttal csak írásaik révén kapcsolatba került személyek számára nem létezik becslés. Közreműködők voltak többek között Nagy Sámuel (?-1810), Weszprémi István (1723—1799), Zay Sámuel (1753-1812).
Ez a vidéki társaság volt az első, mely a magyar irodalom előmozdítására nemcsak szellemileg, hanem anyagilag is hatni próbált. 
A Péczeli körül szerveződött értelmiségi kör azonban 1792-ben Péczeli halálával feloszlik. Ezután az irodalmi kiadványok komáromi megjelenése is teljesen visszaesett.